# Theotima martha
Theotima martha är en spindelart som beskrevs av Willis J. Gertsch 1977. Theotima martha ingår i släktet Theotima och familjen Ochyroceratidae. Inga underarter finns listade i Catalogue of Life.